# Sergej Starostin
Sergej Starostin (født 1953 i Moskva, død 30. september 2005) var en russisk lingvist som var en central skikkelse inden for den historisk-sammenlignende udforskning af en række sprogætter i Eurasien.
Starostin formulerede hypotesen om storætten dene-kaukasisk og påviste, at de mellemøstlige oldsprog hurritisk og urartæisk sandsynligvis er beslægtet med nordkaukasiske sprog (bl.a. tjetjensk). Han var desuden engageret i opbygningen af en samlet database over verdens etymologiske ordbøger.